# Régis Ovion

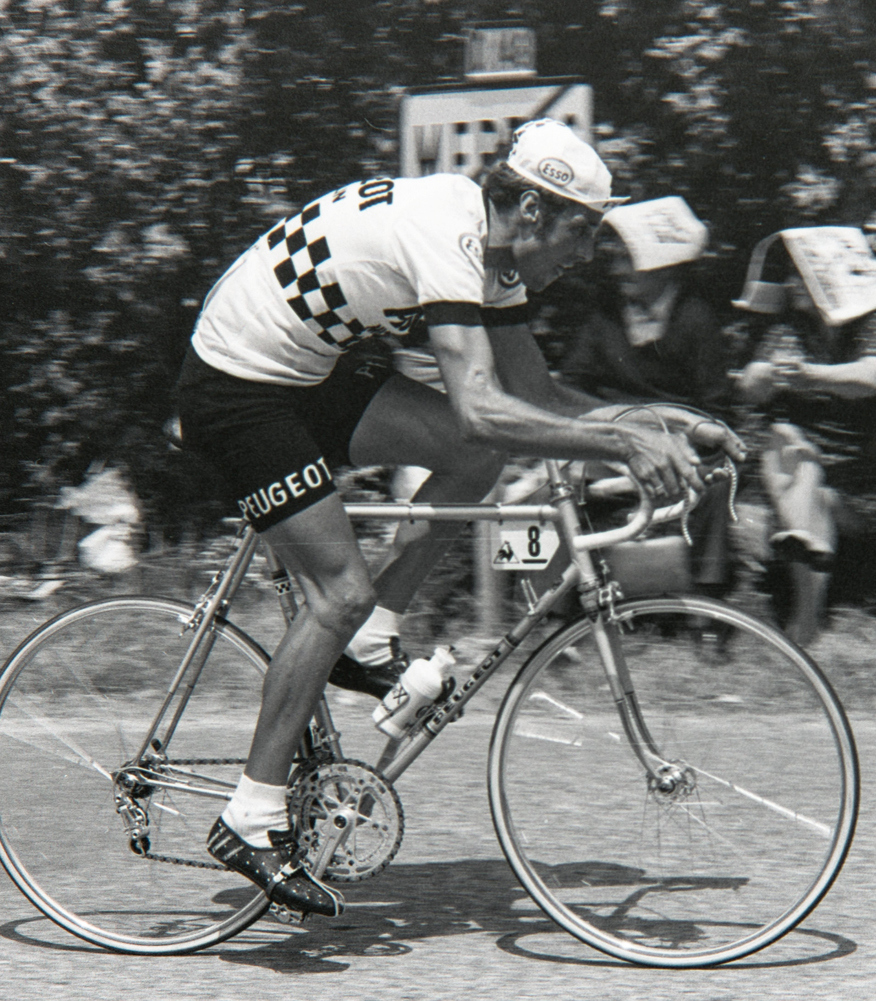
Régis Ovion al 1976

Régis Ovion (Vigneux-sur-Seine, 3 de març de 1949) va ser un ciclista francès, que fou professional entre 1972 i 1982.
Com a amateur obtingué notables èxits, entre els quals destaquen el campionat de França de persecució militar de 1969, el campionat de França de persecució per equips de 1971 i el Campionat del món en ruta amateur del mateix any. Aquell mateix 1971 guanyà el Tour de l'Avenir. Abans de passar a professional va prendre part en la prova en ruta dels Jocs Olímpics de Múnic de 1972, finalitzant en 15a posició.
Com a professional el seu palmarès és més discret. Destaca el Campionat de França de 1975. El 1976 guanyà una etapa al Tour de França, però en fou desqualificat per haver donat positiu en un control antidopatge i la victòria fou finalment atribuïda a Willy Teirlinck.

## Palmarès
- 1970
  - 1r al Tour de Guadalupe
  - 1r a la Ruta de França
- 1971
  -  Campió del món en ruta amateur
  - 1r al Tour de l'Avenir i vencedor de 2 etapes
  - 1r a la París-Mantes
  - 1r a la Ruta de França
  - Vencedor d'una etapa de la Volta a Polònia
  - Vencedor de 2 etapes del Gran Premi Guillem Tell
- 1972
  - 1r al Circuit de La Sarthe
- 1973
  - Vencedor d'una etapa del Critèrium del Dauphiné Libéré
- 1975
  -  Campió de França en ruta
- 1976
  - Vencedor d'una etapa del Tour de l'Oise
- 1977
  - 1r al Tour de Còrsega
- 1978
  - 1r a la París-Bourges
- 1980
  - Vencedor d'una etapa del Critèrium Internacional
- 1981
  - Vencedor d'una etapa del Tour de l'Avenir

### Resultats al Tour de França
- 1973. 10è de la classificació general
- 1974. 34è de la classificació general
- 1975. 28è de la classificació general
- 1976. 28è de la classificació general
- 1977. 24è de la classificació general
- 1978. Abandona (17a etapa)
- 1980. 15è de la classificació general
- 1981. 29è de la classificació general

### Resultats a la Volta a Espanya
- 1974. 15è de la classificació general